# Sin palabras (película)
Sin palabras es una película dramática colombiana de 2012 dirigida por Ana Sofía Osorio Ruiz y Diego Bustamante. Fue exhibida en importantes eventos nacionales e internacionales como el Festival Internacional de Cine de Cartagena, el Festival de Cine de Atlanta, el Festival de Cine de Santiago y el Festival Internacional de Cine de Miami.

## Sinopsis
La película narra la historia de amor entre Lian, una inmigrante china que debe quedarse en Bogotá tras verse frustrado su viaje ilegal a Estados Unidos y Raúl, un colombiano empleado de una ferretería. A pesar de la dificultad para comunicarse, Raúl decide ayudar a Lian.